# Dimorphodes epidicus
Dimorphodes epidicus is een wandelende tak uit de familie Phasmatidae. De wetenschappelijke naam van deze soort is voor het eerst voorgesteld als Menexenus epidicus door Klaus Günther in een publicatie uit 1935.
De soort komt voor op Sulawesi (Indonesië).